# Оцетоаја (Васлуј)
Оцетоаја (рум. Oțetoaia) насеље је у Румунији у округу Васлуј у општини Лунка Банулуј. Oпштина се налази на надморској висини од 34 m.

## Становништво
Према подацима из 2002. године у насељу је живело 872 становника, од којих су сви румунске националности.